# Collinstown (Westmeath)

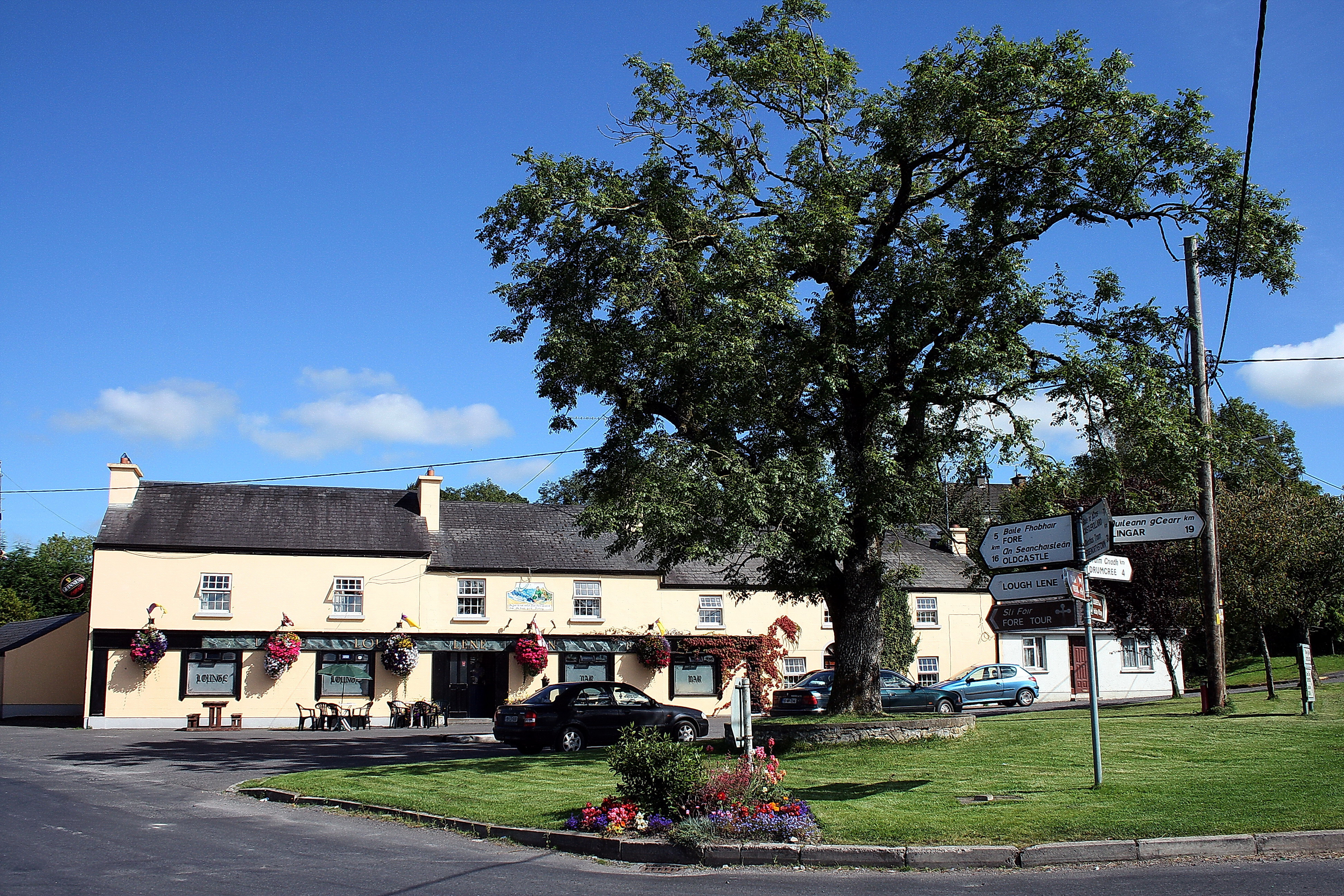
Lough-Lene Inn Collinstown

Collinstown is een plaats in het Ierse graafschap Westmeath. De plaats telt 326 inwoners.